# Греко-римская борьба на летних Олимпийских играх 2016 — до 59 кг
Соревнования по борьбе в весовой категории до 59 килограммов на летних Олимпийских играх 2016 года прошли 14 августа 2016 года на Арене Кариока 2 с 10:00 до 13:00 и с 16:00 до 19:00 В этом весе приняли участие 19 спортсменов.

## Призёры
| Золото               | Серебро           | Бронза                         |
| Исмаэль Борреро Куба | Синобу Ота Япония | Эльмурат Тасмурадов Узбекистан |
| Исмаэль Борреро Куба | Синобу Ота Япония | Стиг Андре Берге Норвегия      |

## Превью
Федерация Объединённый мир борьбы называет следующих спортсменов претендентами на призовые места :
Фавориты
- Действующий олимпийский чемпион в весовой категории до 55 килограммов, шестикратный чемпион мира Хамид Сориан (№14 мирового рейтинга), который вернулся в большой спорт, завоевав олимпийскую путёвку в последний момент на турнире в мае 2016 года в Стамбуле;
- Серебряный призёр олимпийских игр 2008 и 2012 годов, чемпион мира 2011 года и серебряный призёр чемпионата мира 2015 года Ровшан Байрамов (№2) .

Претенденты
- Чемпион мира 2015 года Исмаэль Борреро (№1). Отнесён не к числу фаворитов ввиду того, что в 24 года имеет единственный большой международный успех, и после этого чемпионата действительно весомых достижений не имел;
- Чемпион мира 2013 года и бронзовый призёр чемпионата мира 2015 года Юн Вон Чхоль (№5) ;
- Бронзовый призёр чемпионата мира 2015 года, чемпион Азии 2011 года Алмат Кебиспаев (№3)

Тёмные лошадки
- Победитель Европейских игр 2015 Степан Марянян (№15)
- Чемпион Азии 2015 года, двукратный бронзовый призёр чемпионата мира (2013, 2014) Эльмурат Тасмурадов (№9)

Борец-ниндзя
- Синобу Ота (№12). В его активе (не считая турниров) пока всего два призовых места на чемпионате Азии, но он известен своим непредсказуемым стилем борьбы, который позволил ему на квалификационном турнире со счётом 7—4 победить самого Хамида Сориана.

## Комментарии
1. ↑  В близкой категории до 55 килограммов
2. ↑  В близкой категории до 60 килограммов